# Bourg-lès-Valence

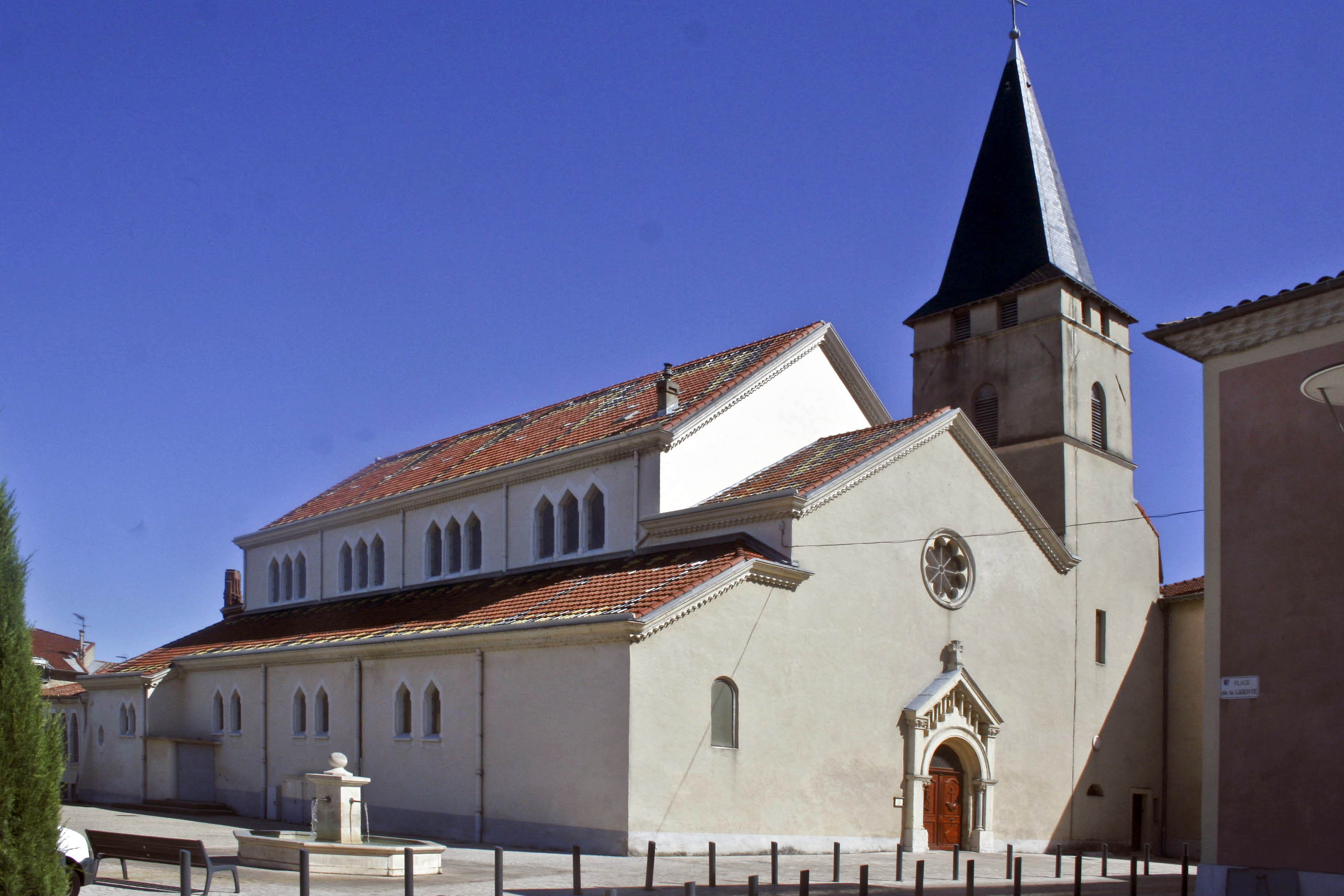
Kościół pw. św. Piotra w Bourg-lès-Valence, 2009

Bourg-lès-Valence – miejscowość i gmina we Francji, w regionie Owernia-Rodan-Alpy, w departamencie Drôme.
Według danych na rok 1990 gminę zamieszkiwało 18 230 osób, a gęstość zaludnienia wynosiła 898 osób/km² (wśród 2880 gmin regionu Rodan-Alpy Bourg-lès-Valence plasuje się na 39. miejscu pod względem liczby ludności, natomiast pod względem powierzchni na miejscu 491.).